# 约翰·麦科恩
约翰·亚历克斯·麦科恩（英語：John Alexander McCone，1902年1月4日—1991年2月14日），是美国的商人、政治家，在冷战时期，曾担任美国中央情报总监、空军副部长、美国原子能委员会主席。